# NGC 2048
NGC 2048 ist ein Emissionsnebel in der Großen Magellanschen Wolke im Sternbild Dorado. Das Objekt wurde am 24. September 1826 von dem  Astronomen James Dunlop entdeckt.